# Hanover (Maine)
Hanover és una població dels Estats Units a l'estat de Maine (EUA). Segons el cens del 2000 tenia 251 habitants.

## Demografia
Segons el cens del 2000, Hanover tenia 251 habitants, 106 habitatges, i 76 famílies. La densitat de població era de 13,8 habitants/km².
Dels 106 habitatges en un 32,1% hi vivien nens de menys de 18 anys, en un 65,1% hi vivien parelles casades, en un 6,6% dones solteres, i en un 27,4% no eren unitats familiars. En el 25,5% dels habitatges hi vivien persones soles l'11,3% de les quals corresponia a persones de 65 anys o més que vivien soles. El nombre mitjà de persones vivint en cada habitatge era de 2,37 i el nombre mitjà de persones que vivien en cada família era de 2,82.
Per edats la població es repartia de la següent manera: un 25,1% tenia menys de 18 anys, un 3,2% entre 18 i 24, un 27,5% entre 25 i 44, un 28,7% de 45 a 60 i un 15,5% 65 anys o més.
L'edat mediana era de 41 anys. Per cada 100 dones de 18 o més anys hi havia 95,8 homes.
La renda mediana per habitatge era de 35.000 $ i la renda mediana per família de 50.938 $. Els homes tenien una renda mediana de 31.250 $ mentre que les dones 24.167 $. La renda per capita de la població era de 21.458 $. Entorn del 5,5% de les famílies i el 9,2% de la població estaven per davall del llindar de pobresa.